# Minuetto in sol maggiore (Paderewski)
Il Minuetto in sol maggiore Op. 14 n. 1 è una breve composizione per pianoforte di Ignacy Jan Paderewski, che divenne famosa in tutto il mondo, mettendo in ombra le sue opere più importanti come la Sinfonia in si minore "Polonia", il Concerto per pianoforte e orchestra in la minore e l'opera Mannu.

## Descrizione
Il minuetto fu composto nel 1887, il primo dei sei pezzi che compongono il suo Humoresques de concert op. 14. Il set completo è in due libri:
Libro I (à l'Antique)
1. Minuetto
2. Sarabanda
3. Caprice (genere Scarlatti)

Libro II (moderno)
1. Burlesque
2. Intermezzo polacco
3. Cracovienne fantastique

## Registrazioni
Nella sua forma originale per pianoforte solo, il brano ha ricevuto un maggior numero di registrazioni dallo stesso Paderewski a Sergej Rachmaninov, Józef Hofmann, Ignaz Friedman, Shura Cherkassky, fino a Roger Woodward, Stephen Hough e Adam Wodnicki.
È stato arrangiato anche per altri strumenti:
- Fritz Kreisler[1], per violino e pianoforte;
- Gaspar Cassadó[1], per violoncello e pianoforte;
- la banda di John Philip Sousa, che ne eseguì una trascrizione a Rochester (New York), il 12 novembre del 1894.

## Spartito
- Six humoresques de concert, op. 14: Partiture all'International Music Score Library Project